# Aromaschewo
Aromaschewo (russisch Арома́шево) ist ein Dorf (selo) in der Oblast Tjumen in Russland mit 5373 Einwohnern (Stand 14. Oktober 2010).

## Geographie
Der Ort liegt knapp 200 km Luftlinie ostsüdöstlich des Oblastverwaltungszentrums Tjumen im Westsibirischen Tiefland. Er befindet sich am linken Ufer des linken Irtysch-Nebenflusses Wagai.
Aromaschewo ist Verwaltungszentrum des Rajons Aromaschewski sowie Sitz der Landgemeinde Aromaschewskoje selskoje posselenije, zu der außerdem die Dörfer Balagany (14 km westnordwestlich), Bolscheskarednaja (4 km ostsüdöstlich) und Tschigarjowa (östlich anschließend am rechten Ufer des Wagai) sowie die Siedlung Oktjabrski (6 km südwestlich) gehören.

## Geschichte
Der Ort entstand um 1630 als Sloboda Aromaschewskaja und wurde im 17. Jahrhundert Sitz einer Wolost. Seit November 1923 ist Aromaschewo Verwaltungssitz eines nach ihm benannten Rajons.

### Bevölkerungsentwicklung
| Jahr | Einwohner |
| ---- | --------- |
| 1897 | 769       |
| 1939 | 3248      |
| 1959 | 4243      |
| 1979 | 5033      |
| 1989 | 6050      |
| 2002 | 5609      |
| 2010 | 5373      |

Anmerkung: Volkszählungsdaten

## Verkehr
Nach Aromaschewo führt die Regionalstraße 71N-304, die als 71A-708 etwa 50 km südlich beim benachbarten Rajonzentrum Golyschmanowo von der föderalen Fernstraße R402 Tjumen – Omsk abzweigt und dem linken Ufer des Wagai folgt. In Golyschmanowo befindet sich an der Transsibirischen Eisenbahn auch die nächstgelegene Bahnstation.
In nördlicher Richtung verläuft von Golyschmanowo die Straße als 71A-301 weiter den Wagai abwärts bis zu dessen Mündung beim 120 km nordnordöstlich gelegenen Dorf Wagai. Zu den benachbarten Rajonzentren führen die 71N-302 Richtung Bolschoje Sorokino, etwa 75 km östlich, und die 71N-303 nach Jurginskoje, etwa 75 km westlich.